# Museo Poldi Pezzoli

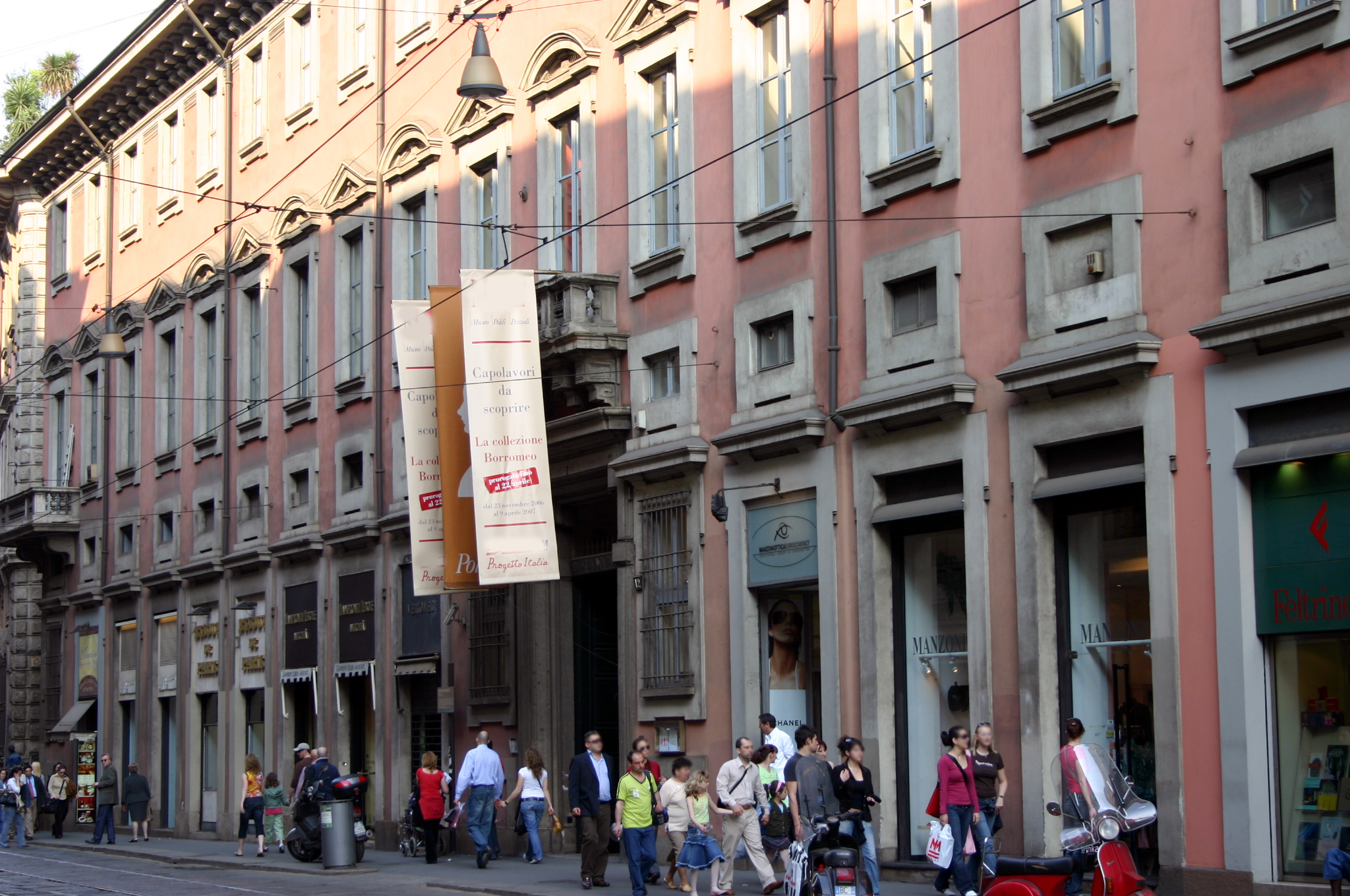
Das „Museo Poldi Pezzoli“ in der Via Manzoni, Mailand

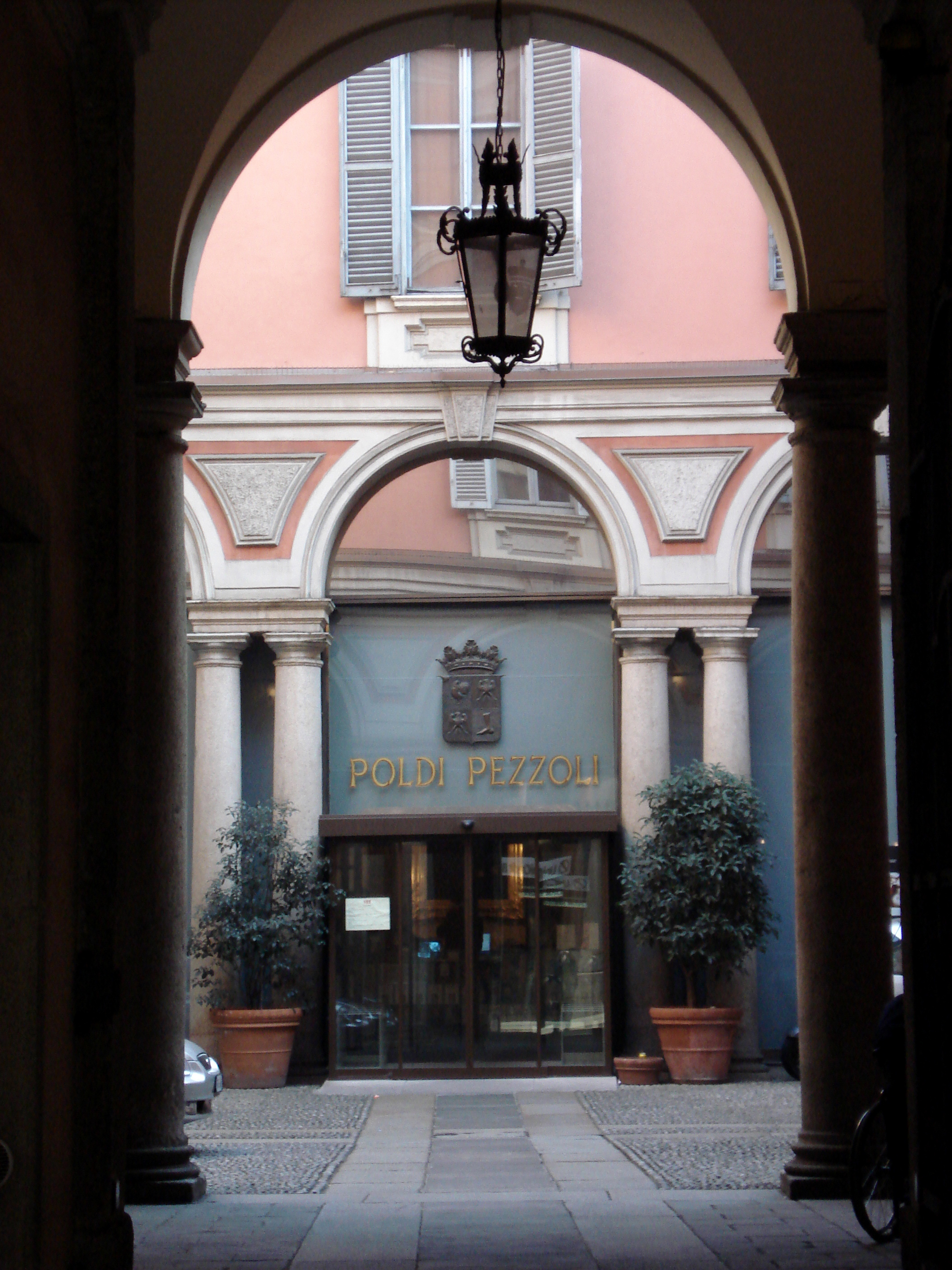
Eingangsbereich

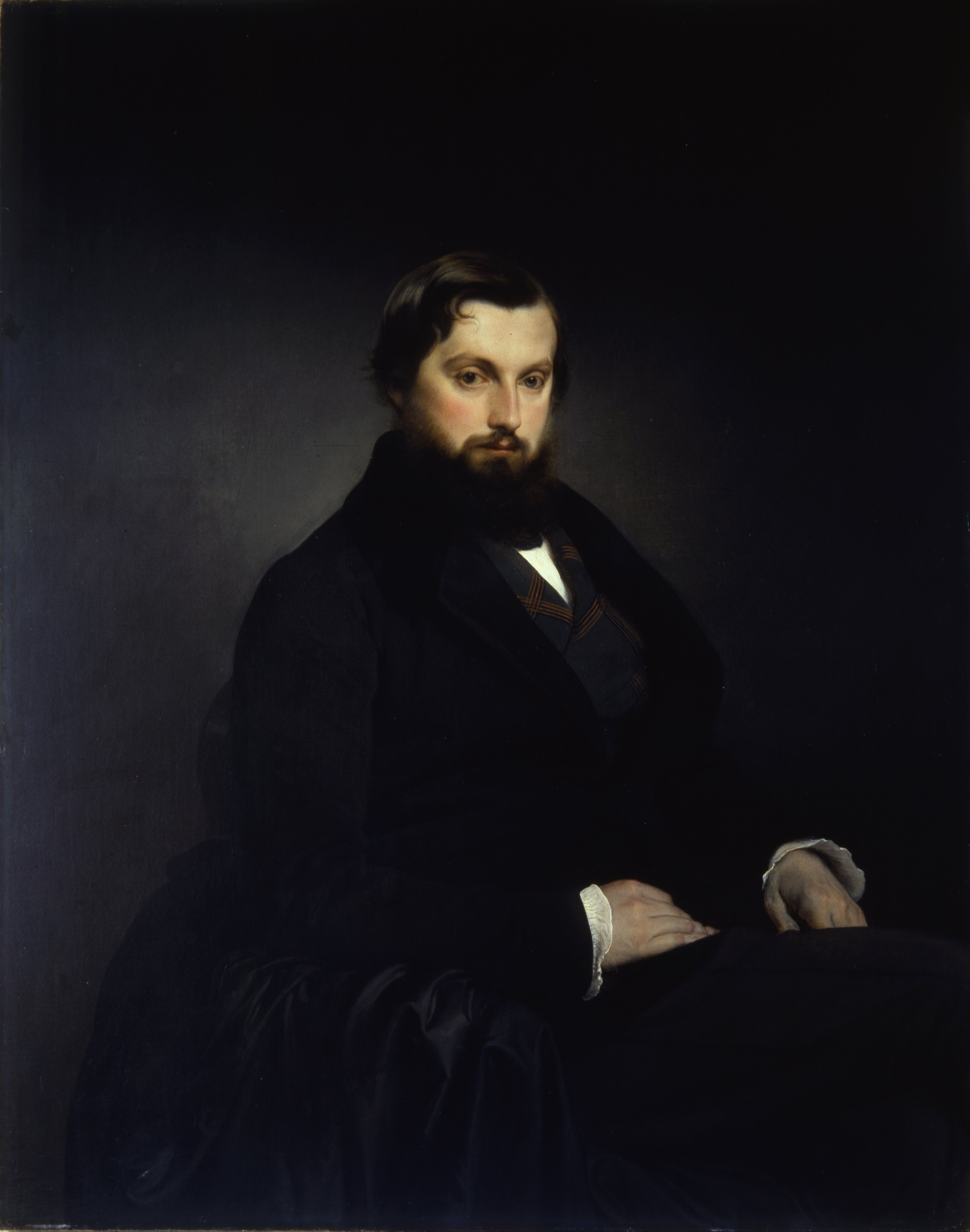
Gian Giacomo Poldi Pezzoli, Gemälde von Francesco Hayez (1851)

Das Museo Poldi Pezzoli ist ein Kunstmuseum in Mailand. Es befindet sich in der Innenstadt Mailands, etwa 200 Meter nordöstlich des Teatro alla Scala.
Ein Großteil der Sammlung geht auf die testamentarische Stiftung des Mailänder Sammlers Gian Giacomo Poldi Pezzoli (1822–1879) zurück. Das Museum wurde am 25. April 1881 für die Öffentlichkeit in dessen ehemaliger Villa eröffnet und wird von der Stiftung Fondazione Artistica Museo Poldi Pezzoli nacque getragen. Etwa 3000 Objekte, darunter Juwelenschmuck, Muranoglas, Porzellan, Waffen, Rüstungen und Bildteppiche, bildeten den Grundstock.
Dem Museum ist ein Forschungsinstitut für Restaurierung und Kunstgeschichte angeschlossen.

## Sammlung
Zur Sammlung gehören archäologische Funde, Waffen, Rüstungen, Keramik, Uhren einschließlich Sonnenuhren, ostasiatische Kunst, Möbel, Gläser, Grafiken, Bücher, Juwelenschmuck, Netsukes, Gemälde, Skulpturen und Textilien.

### Gemälde
Auswahl von Malern, deren Werke im Museum vertreten sind:
- Mariotto Albertinelli
- Giovanni d’Alemagna
- Sofonisba Anguissola
- Lorenzo Bartolini
- Fra Bartolomeo
- Luca Baudo
- Alessandro Mazzola Bedoli
- Jacopo Bellini
- Ambrogio Bergognone
- Giuseppe Bertini
- Vitale da Bologna
- Francesco Bonsignori
- Paolo Borroni
- Alessandro Bonvicino (il Moretto)
- Botticelli
- Giulio Campi
- Giovanni Antonio Canal (Canaletto)
- Francesco Capella (Dagiù)
- Cristoforo Caselli
- Jacopo del Casentino
- Giovanni Benedetto Castiglione
- Bernardo Cavallino
- Luigi Cavenaghi
- Giovanni Battista Cima (Cima da Conegliano)
- Lucas Cranach der Ältere
- Luigi Crespi
- Daddi
- Gaetano Fasanotti
- Gaudenzio Ferrari
- Fetti
- Piero della Francesca
- Gaetano Gandolfi
- Raffaellino del Garbo
- Giovanni Battista Gaulli (Baciccio)
- Giovanni Francesco Gessi
- Giordano
- Francesco Guardi
- Giacomo Guardi
- Francesco Hayez
- Pietro degli Ingannati
- Filippo Lippi
- Pietro Lorenzetti
- Lotto
- Bernardino Luini
- Giovanni Francesco Maineri
- Rutilio Manetti
- Andrea Mantegna
- Giovanni Martinelli
- Pier Francesco Mazzucchelli (il Morazzone)
- Livio Mehus
- Meister des Poldi-Pezzoli-Diptychons
- Lippo Memmi
- Michelangelo
- Francesco Morone
- Giovan Battista Moroni
- Carlo Francesco Nuvolone
- Marco D'Oggione
- Eleuterio Pagliano
- Filippo Palizzi
- Palma il Vecchio
- Marco Palmezzano
- Pietro Vannucci
- Francesco Pesellino
- Giovanni di Pietro (lo Spagna)
- Antonio Pirri
- Antonio Pollaiuolo
- Riccardo Pellegrini
- Giulio Cesare Procaccini
- Francesco Raibolini (il Francia)
- Jusepe de Ribera
- Giovanni Pietro Rizzoli (Giampietrino)
- Giovanni Battista Salvi (il Sassoferrato)
- Francesco Salviati (il Salviati)
- Raffaello Sanzio
- Luigi Scrosati
- Fra Semplice da Verona
- Cesare da Sesto
- Giovanni Servi
- Andrea Solario
- Gherardo Starnina
- Bernardo Strozzi
- Zanobi Strozzi
- Cesare Tamaroccio
- Francesco de Tatti
- Girolamo Tessari (del Santo)
- Giovanni Battista Tiepolo
- Cosmè Tura
- Giovanni de’ Vecchi
- Bartolomeo Veneto
- Antonio Vighi
- Alvise Vivarini

Aus dem Bestand
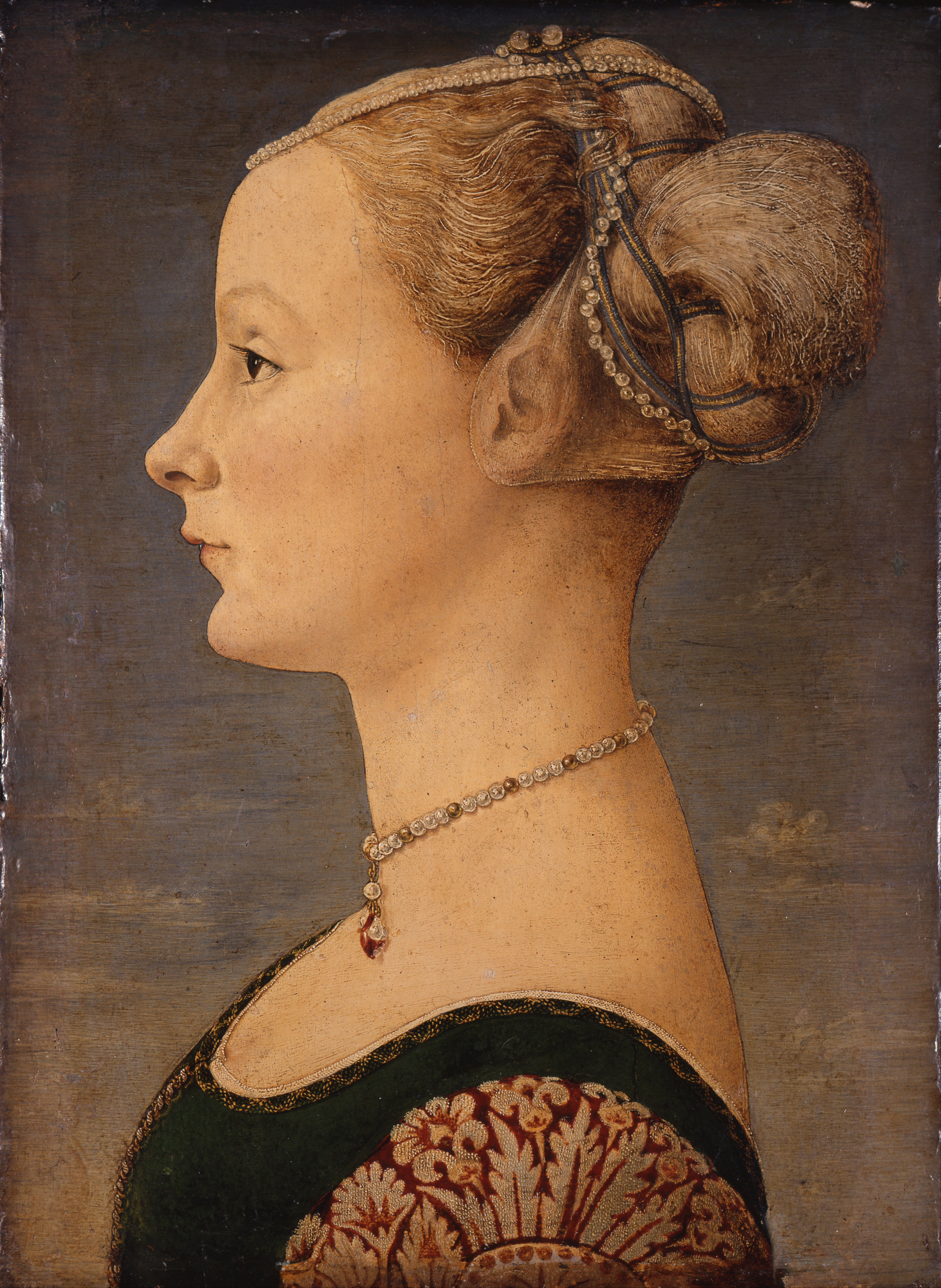
Bildnis einer jungen Frau (Piero del Pollaiuolo, ca. 1470)
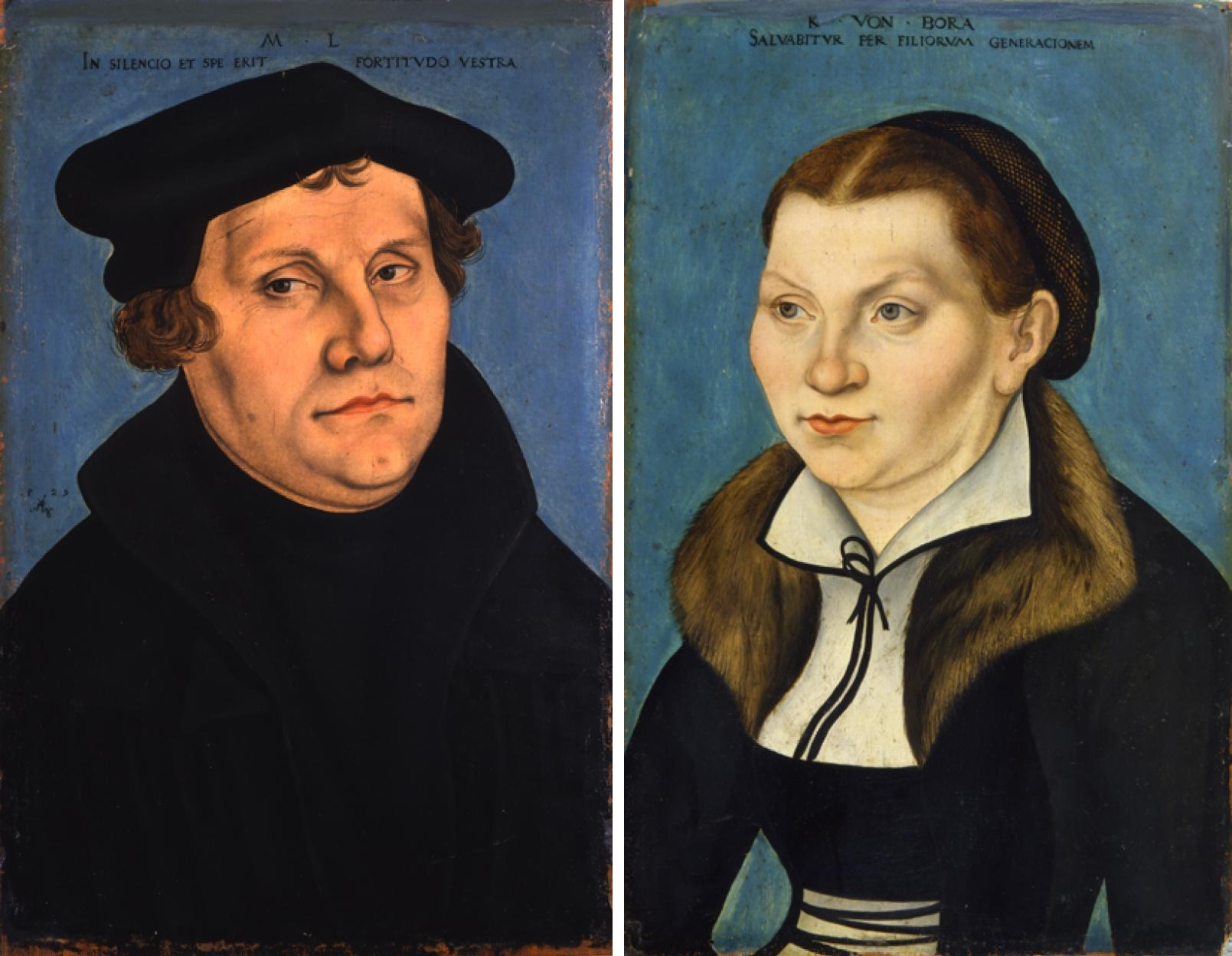
Doppelporträt Martin Luthers und seiner Frau Katharina von Bora (Lucas Cranach der Ältere, ca. 1529)
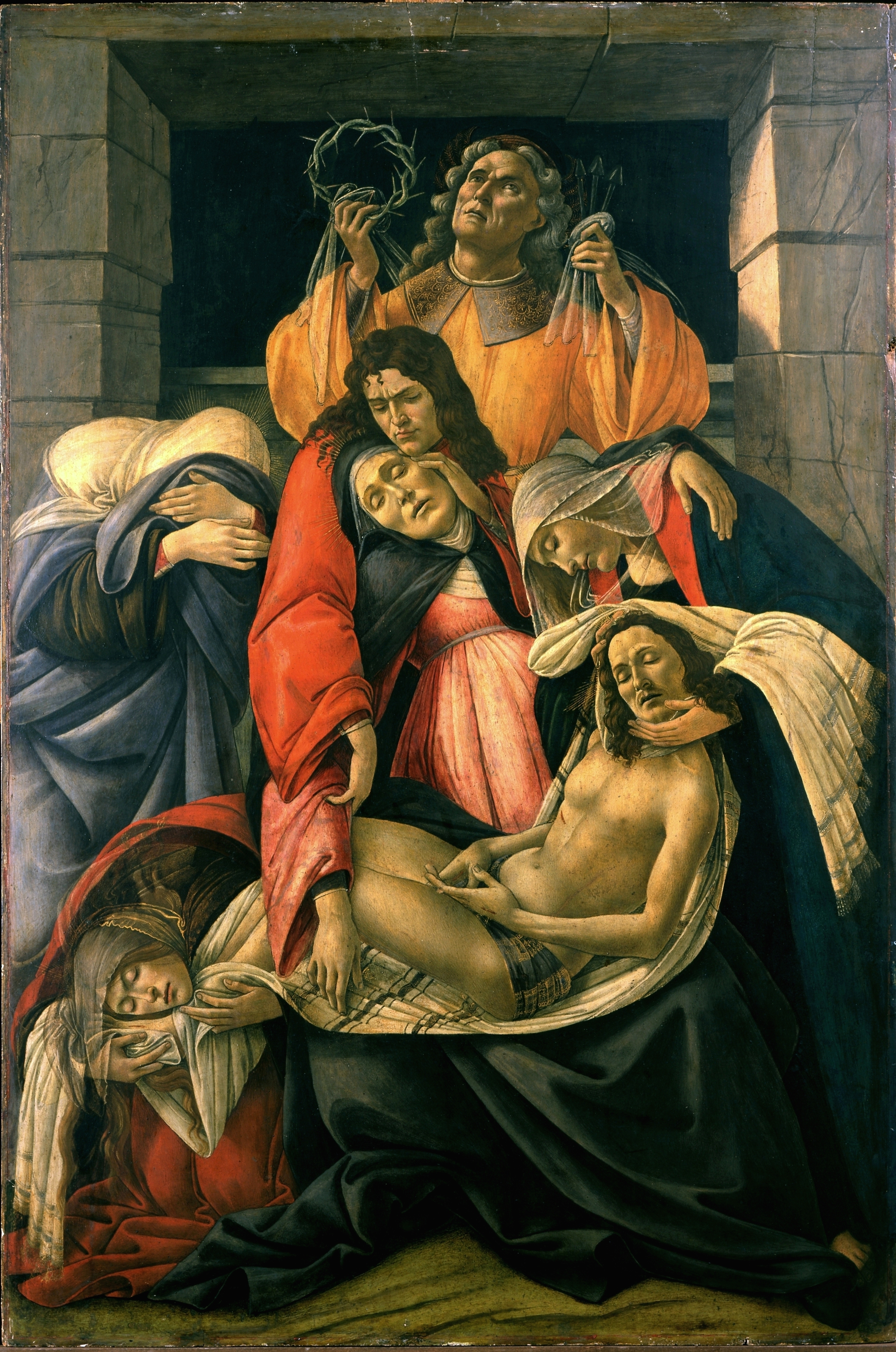
Beweinung Christi (Sandro Botticelli, ca. 1495)
Jungfrau und das Kind (Sandro Botticelli, ca. 1480)
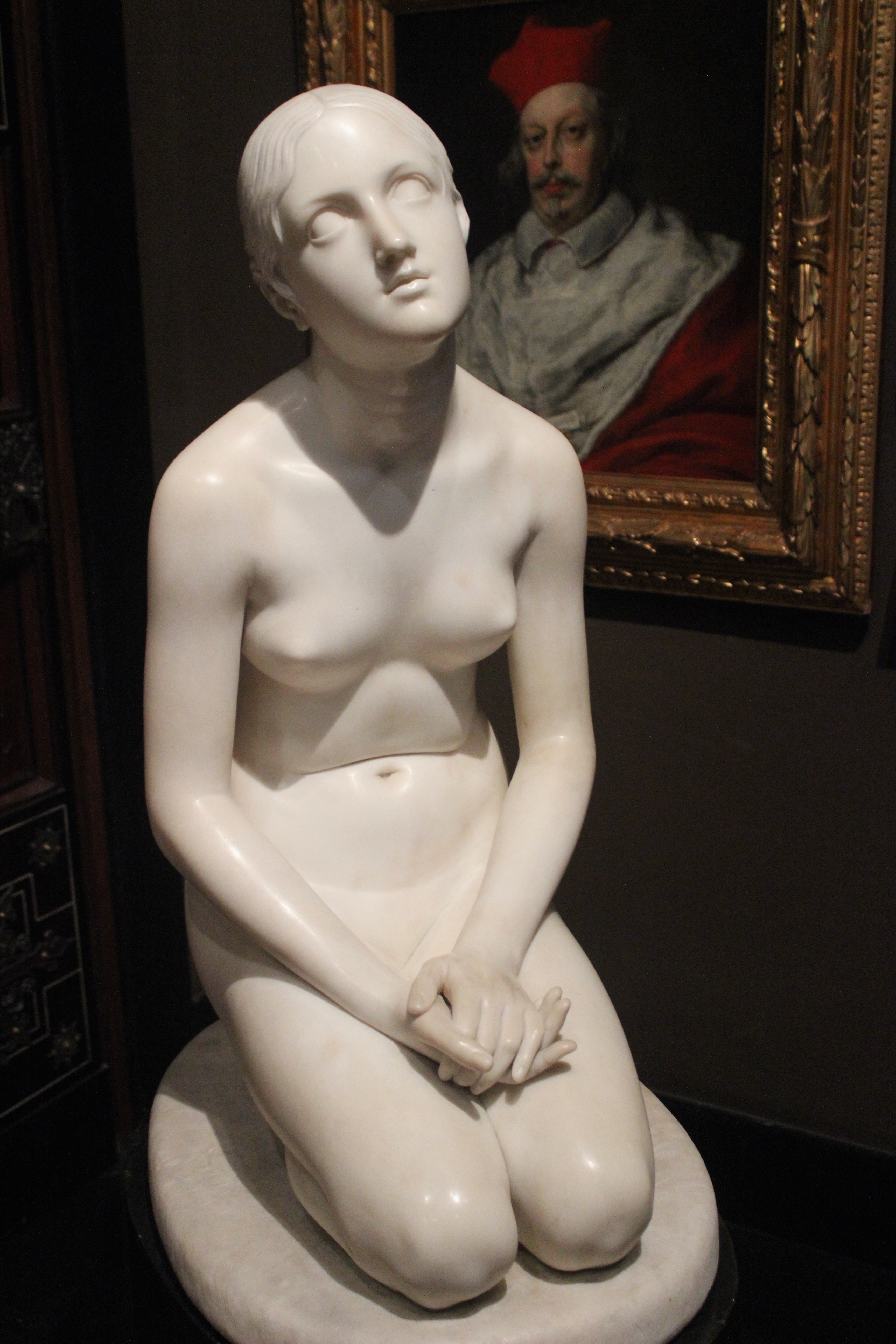
Gottvertrauen (Lorenzo Bartolini, 1835)